# Zenun Selimi
Zenun Selimi (Koszovó, 1971. november 27. –) egykori koszovói válogatott labdarúgó, menedzser.

## Pályafutása

### Klubcsapatokban
1997-ben kezdődött a profi labdarúgó pályafutása a svájci Zug 94 együttesében.
1998-ban Magyarország legsikeresebb klubjához, a Ferencvároshoz szerződött, ahol 1999-ben a magyar bajnokság ezüstérmese lett.
Ezután a Young Boys csapatához került a svájci másodosztályba.
2000 és 2001 között a FC Luzern csatára volt, 28 mérkőzésen 4 gólt szerzett. 2001-ben a bolgár Lokomotiv Szofija csapatához igazolt. 2002-ben a svájci élvonalbeli Delémonthoz szerződött, majd a svájci alsóbb ligában szereplő csapatokban (FC Tuggen, FC Grenchen, FC Schötz, FC Emmenbrücke, FC Wangen bei Olten, FC Schattdorf) játszott.

### A válogatottban
2002. szeptember 7-én játszott Koszovó színeiben. A koszovói háború után barátságos mérkőzésen Albániával találkoztak, és a meccset a vendégek nyerték 1–0-ra.

## Mérkőzései a koszovói válogatottban
| #  | Dátum               | Ellenfél | Eredmény | Kiírás                            | Esemény |
| -- | ------------------- | -------- | -------- | --------------------------------- | ------- |
| 1. | 2002. szeptember 7. | Albánia  | 0 – 1    | nem-hivatalos barátságos mérkőzés | 78'     |

### Edzőként
Svájci csapatoknál foglalkoztatták szakvezetőként. Még játékosként 2010 és 2011 között az FC Wangen bei Olten másodedzője volt. 2011–ben az FC Schattdorfnál játékosedző, 2013-tól 2016-ig az FC Kickers Luzern együttesét irányította. 2020-tól az SC Buochsnál dolgozott.

## Sikerei, díjai
Ferencvárosi TC
- Magyar labdarúgó-bajnokság ezüstérmes: 1998–99